# 昂特勒沃
昂特勒沃（法語：Entrevaux，法語發音：[ɑ̃tʁəvo]）是法国上普罗旺斯阿尔卑斯省的一个市镇，位于该省东南部，瓦尔河两岸，属于卡斯泰拉讷区。

## 地理
昂特勒沃（43°56'55"N, 6°48'37"E）面积60.37 平方千米，位于法国普罗旺斯-阿尔卑斯-蓝色海岸大区上普罗旺斯阿尔卑斯省，该省份为法国东南部内陆省份，北起上阿尔卑斯省，西接沃克吕兹省，西北接德龙省，南至瓦尔省，东临滨海阿尔卑斯省，东北部与意大利接壤。
与昂特勒沃接壤的市镇（或旧市镇、城区）包括：卡斯泰莱莱索塞、瓦勒德沙尔瓦涅、拉罗谢特、圣伯努瓦、索斯、于布赖、鲁杜勒河畔拉克鲁瓦、皮热泰涅。
昂特勒沃的时区为UTC+01:00、UTC+02:00（夏令时）。

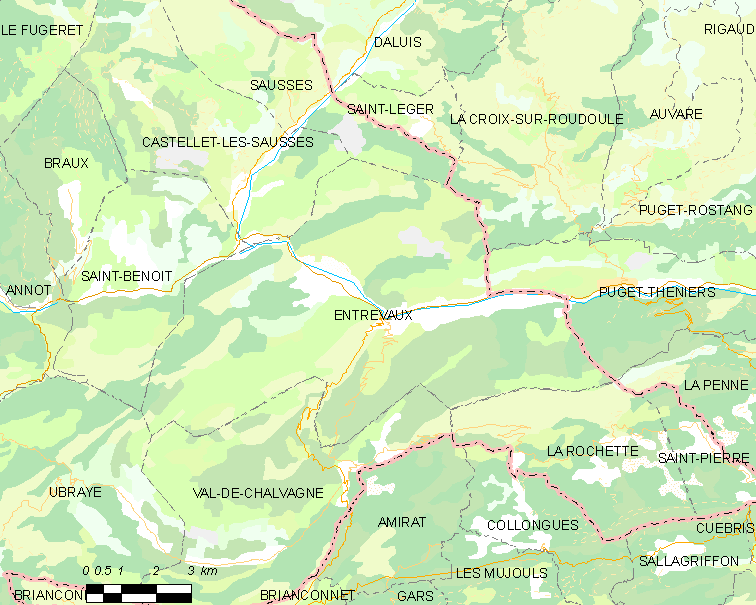
昂特勒沃的OSM定位图

## 行政
昂特勒沃的邮政编码为04320，INSEE市镇编码为04076。

## 政治
昂特勒沃所属的省级选区为卡斯泰拉讷县。

## 交通
上普罗旺斯阿尔卑斯省省道D560线、D610线、D911线和D4202线在昂特勒沃交汇，连接迪涅莱班和尼斯的地方窄轨铁路也经过昂特勒沃并设站。

## 人口

1962-2008年间昂特勒沃人口变化图示

昂特勒沃于2022年1月1日时的人口数量为791人。